# Leadgeneratie
Leadgeneratie is het proces om potentiële klanten te identificeren en hun belangstelling te wekken voor de producten of diensten van een organisatie. Dit proces kan offline plaatsvinden op plekken zoals netwerkbijeenkomsten en evenementen, maar tegenwoordig wordt de term leadgeneratie vooral gebruikt in de online context.

## Leads
Een lead is een potentiële klant die geïdentificeerd kan worden op basis van persoonlijke gegevens. Uit onderzoek in 2019 bleek dat 74% van de marketeers formulieren op de website gebruikt om deze gegevens te verkrijgen. In ruil hiervoor ontvangt de gebruiker iets waardevols zoals een e-book of een gratis proefperiode. Deze vorm van lead generatie wordt ook wel inbound marketing genoemd.
Leads worden vaak opgedeeld in twee typen segmenten op basis van hun kwalificatie door de organisatie.
Marketing Qualified Leads: zijn leads die doorgaans via zoekmachines of advertenties op de website zijn gekomen en interesse hebben getoond in het product of de service van een bedrijf. Deze leads zijn nog niet klaar voor een opvolging door het verkoopteam.
Sales Qualified Leads: zijn leads die actie hebben ondernomen waaruit blijkt dat ze klaar zijn om betalende klant te worden of door het verkoopteam zijn beoordeeld. Kwalificatiecriteria zijn bijvoorbeeld budget, sterkte van behoefte, tijdsbestek of aankoopbevoegdheid. Deze leads kunnen opgevolgd worden door het verkoopteam.

## Proces
Het proces van leadgeneratie bestaat uit meerdere stappen. De meeste vormen van online leadgeneratie zien er als volgt uit:
1. Een bezoeker komt in aanraking met de organisatie via een van de marketingkanalen. Denk aan een blog op de website, social media of een advertentie. Deze bezoeker is nog anoniem.
2. De bezoeker klikt op de call-to-action (CTA). Dit is een button, afbeelding of bericht die de bezoeker uitnodigt tot actie.
3. De bezoeker komt op een landingspagina welke specifiek is gemaakt om gegevens te vragen van de bezoekers in ruil voor een waardevol aanbod, bijvoorbeeld een interessante case-study (*).
4. Eenmaal op de landingspagina vult de bezoeker haar gegevens in en ontvangt het aanbod. De organisatie heeft de gegevens van de bezoeker ontvangen, welke nu een lead is geworden.

Naast bovenstaand proces zijn er diverse andere manieren om leads te genereren: bijvoorbeeld een online cursus, een quiz of een chatbot.

## Lead nurturing
De meeste leads zijn nog niet klaar om direct betalende klant te worden. Om deze reden kan een organisatie lead nurturing toepassen. Dit is het stapsgewijs voorzien in nieuwe, relevante informatie op basis van het gedrag van de lead. Dit kan bijvoorbeeld door marketingautomatiseringssoftware welke helpt om het gedrag in kaart te brengen en hier een passende actie aan te koppelen. Dit is met name relevant voor producten of diensten waarbij het verkoopproces een proces van meerdere dagen of weken betreft.